# Kothausen
Kothausen ist eine Honschaft (Ortsteil) des Stadtteils Rheindahlen-Land im Stadtbezirk West (bis 22. Oktober 2009 Rheindahlen) in Mönchengladbach. Im Jahr 2009 betrug die Einwohnerzahl rund 230. Erstmals erwähnt wird der Südderhof im Jahr 1303. Ein Kothausener Hof wird im Jahr 1339 urkundlich erwähnt.